# Teichmolch

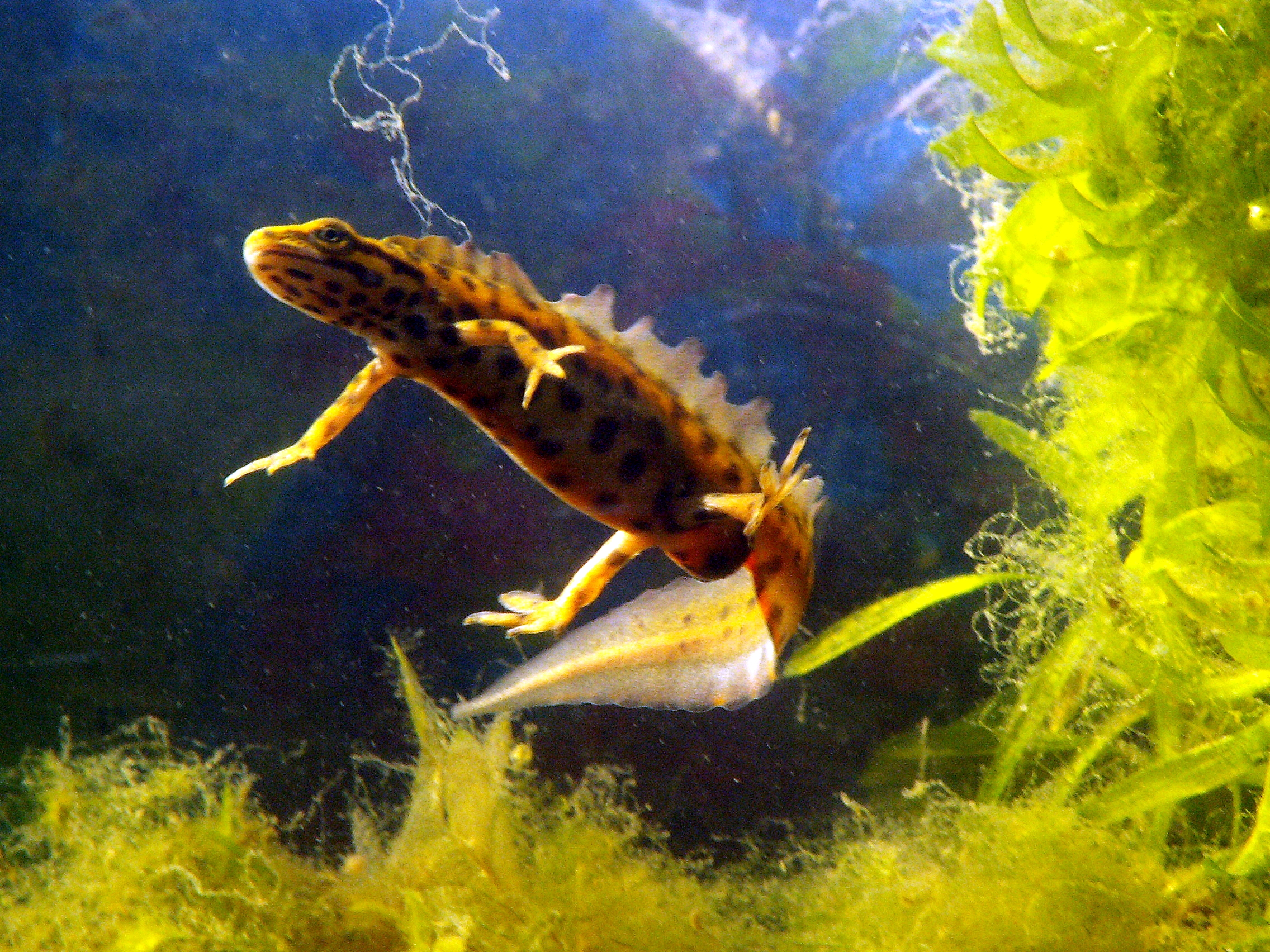
Männchen in Wassertracht mit Rückenkamm und breiten Schwanzflossensäumen

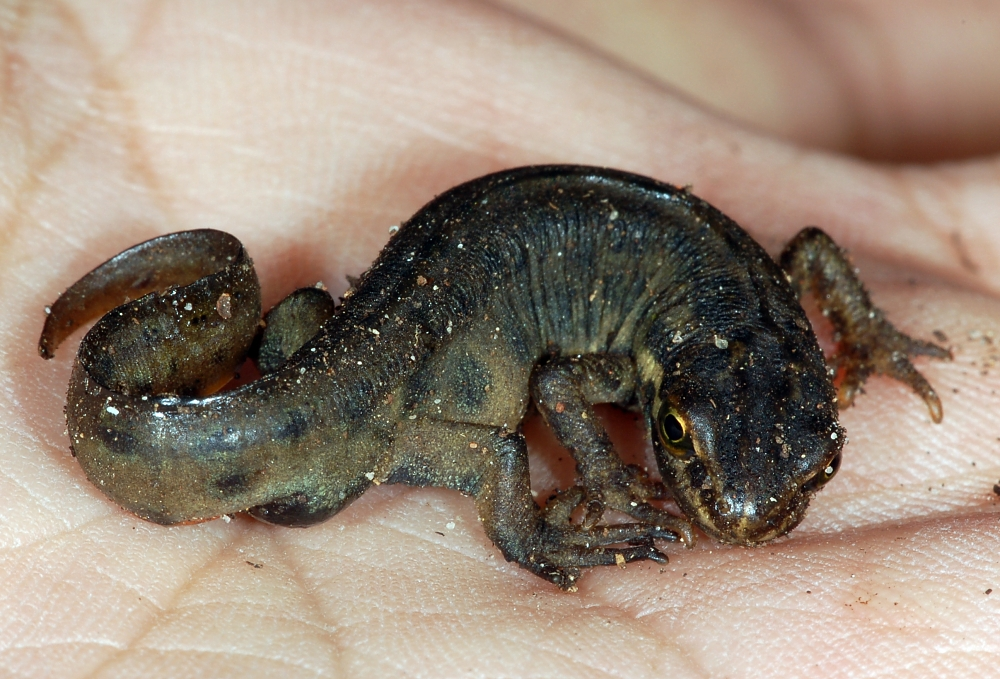
Männchen zu Beginn der Laichzeit mit noch nicht ausgebildeter Wassertracht an Land

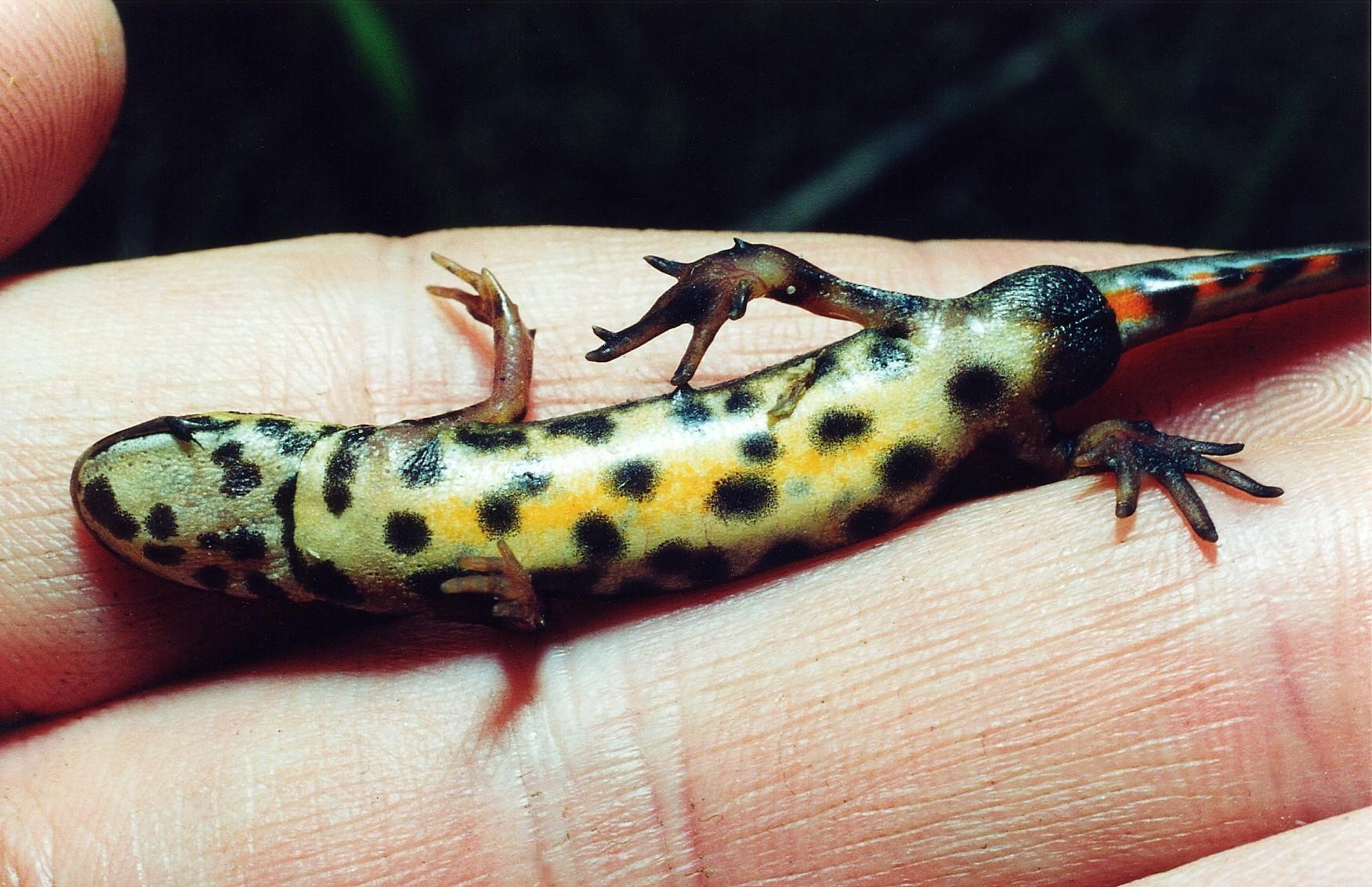
Unterseite eines Männchens

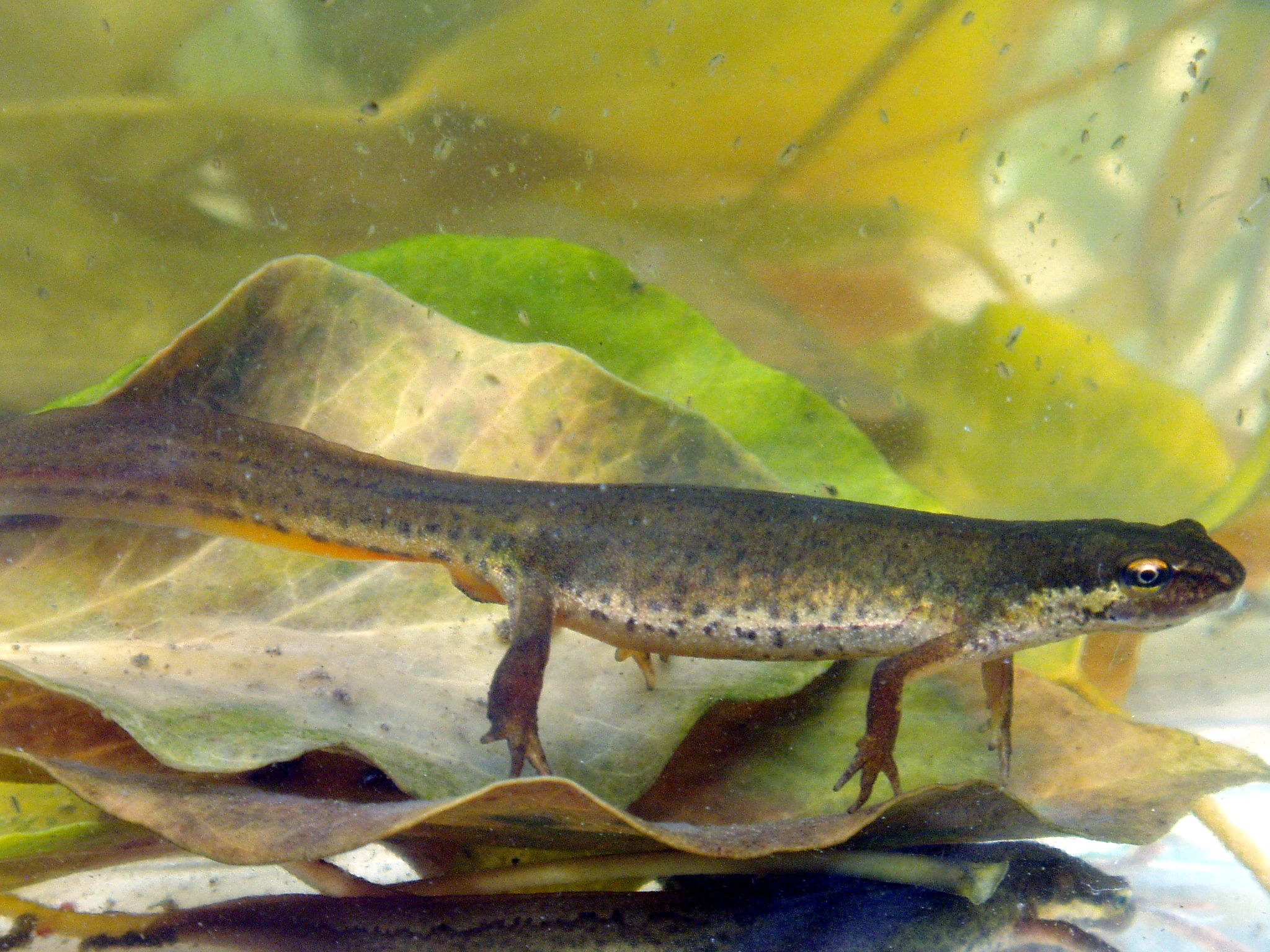
Weibchen in Wassertracht

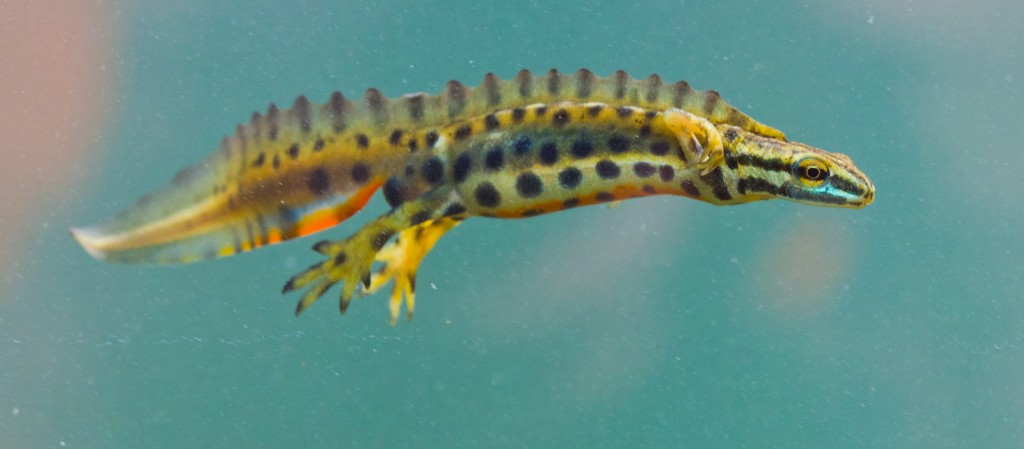
Männchen in Wassertracht

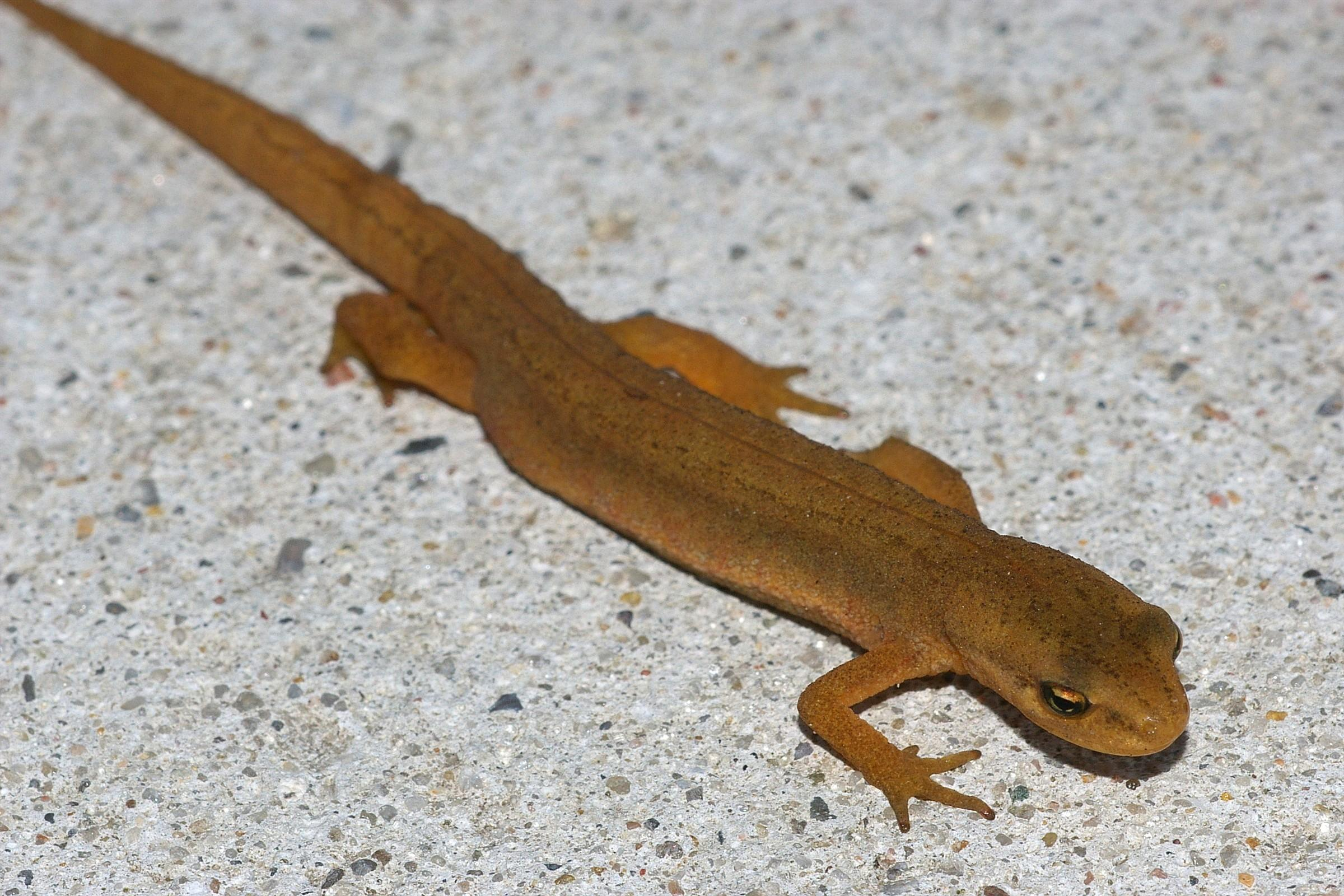
Weibchen in Landtracht

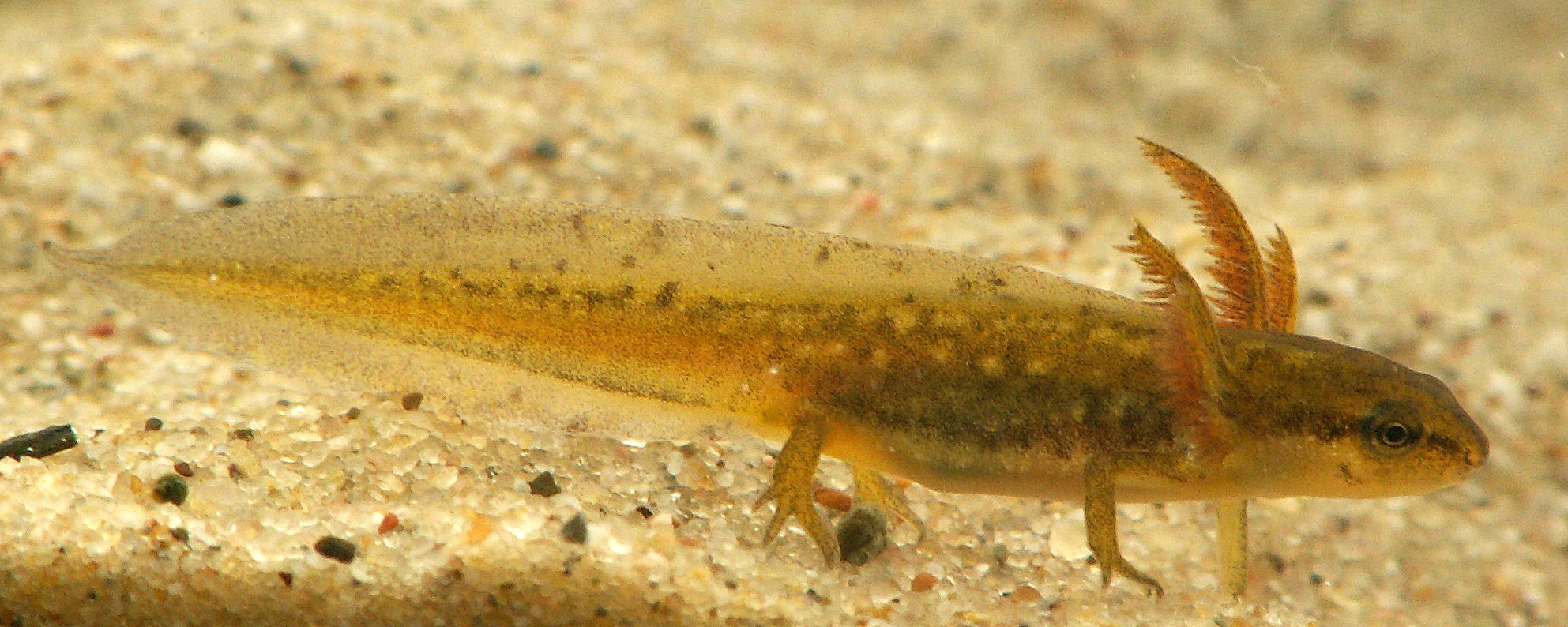
Larve unter Wasser

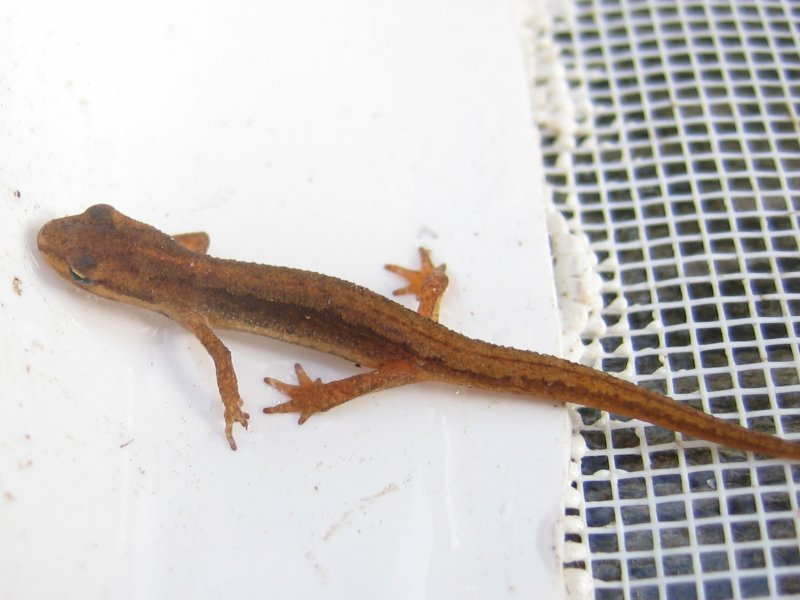
Jungtier wenige Monate nach der Metamorphose

Der Teichmolch (Lissotriton vulgaris, Syn.: Triturus vulgaris, vgl.: Triturus) gehört zur Klasse der Amphibien und Ordnung der Schwanzlurche. In Deutschland stellt er die häufigste der bis zu fünf vorkommenden Arten von Wassermolchen dar; in der Schweiz ist er vergleichsweise selten. Von der DGHT wurde der Teichmolch zum „Lurch des Jahres 2010“ ausgerufen.

## Merkmale
Der Teichmolch ist ein kleiner Schwanzlurch mit einer Körperlänge von höchstens elf Zentimetern (in Südeuropa weniger). Die Oberseite ist glatthäutig und von gelbbrauner bis schwarzgrauer Färbung. Die Männchen haben darauf – insbesondere zur Paarungszeit auffällig – grobe, rundliche, dunkle Punkte. Bei beiden Geschlechtern verlaufen abwechselnd helle und dunkle Streifen an den Kopfseiten (daher auch der Name „Streifenmolch“); an der Oberseite befinden sich drei Längsfurchen (vergleiche Titelfoto). Die Bauchseite ist in der Mitte orange, zu den Seiten heller werdend und ebenfalls mit dunkler Fleckung versehen – bei den Männchen sind dies große Punkte, bei den Weibchen feine Tüpfel.
In ihrer Wassertracht, die sich erst nach Eintreffen der Tiere im Laichgewässer entwickelt, haben die Männchen einen hohen, gewellten bis gezackten (bei südlichen Unterarten auch glattrandigen), flexiblen Hautkamm, der – im Gegensatz zum Kammmolch – ohne Einkerbung an der Schwanzwurzel vom Hinterkopf bis zum Schwanzende verläuft. Ihr Flossensaum an der Unterseite des seitlich abgeflachten Ruderschwanzes zeigt einen bläulichen Anflug. Die Hinterfüße weisen in dieser Phase schwärzliche Schwimmsäume auf. Die Kloake ist bei den Männchen deutlich stärker hervorgewölbt und dunkler gefärbt als die der Weibchen. Diese sehen insgesamt viel unscheinbarer aus und weisen meist eine etwas hellere, eher bräunliche Grundfärbung auf. Für den Laien sind sie nur schwer von solchen des Fadenmolches zu unterscheiden. Unter anderem ist aber die Kehle im Gegensatz zu der des Fadenmolches meist ebenfalls gepunktet. Außerdem erkennt man unter den Fußsohlen bei Fadenmolchweibchen gelbe Ballenflecken, die den Teichmolchen zumeist fehlen. In der Landtracht wird die Haut trocken, feinkörnig und wasserabweisend; die Färbung ist nun sehr gedeckt.

## Verbreitung, Lebensraum und Lebensweise
Teichmolche sind mit mehreren Unterarten in fast ganz Europa sowie im nordwestlichen Vorderasien verbreitet. Ausgenommen sind im europäischen Bereich nur der hohe Norden (Skandinavien nördlich des Polarkreises, Island) und der Südwesten (Iberische Halbinsel, Südfrankreich, Balearen, Süditalien, Korsika, Sardinien, Sizilien). In Deutschland trifft man sie fast überall an, schwerpunktmäßig aber in den tieferen Lagen und nur selten über 1000 m. Im österreichischen Kärnten wurde die Art allerdings noch auf 2150 Metern über Meereshöhe gefunden.
Der Teichmolch bevorzugt halboffene bis offene Landschaften, meidet jedoch dicht bewaldete Bergregionen nicht völlig. In solchen Gegenden findet man allerdings erheblich häufiger den Bergmolch und besonders im Westen den Fadenmolch. In den tieferen Lagen Mitteleuropas ist der Teichmolch der bei weitem häufigste Schwanzlurch und neben der Erdkröte und dem Grasfrosch eine der noch fast allgegenwärtigen Amphibienarten. Bei „Krötenzaun“-Aktionen an Straßen zum Schutz für wandernde Amphibien werden nicht selten hunderte, im Extremfall sogar mehrere tausend Teichmolche registriert.
Als Landhabitate kommen beispielsweise Grünlandgebiete mit Hecken, Waldränder, naturnahe Gärten und Parks, aufgegebene Kiesgruben sowie Uferränder von Gewässern in Frage. Der Teichmolch gilt als sehr anpassungsfähiger Lurch und als Kulturfolger. Er ernährt sich nachtaktiv von Insekten, Würmern und anderem Kleingetier; tagsüber und in Trockenphasen hält er sich unter Steinen, Laub oder Wurzeln versteckt. Zur Zeit des Wasseraufenthaltes im Frühjahr und Frühsommer werden vor allem Kleinkrebse, aber auch Froschlaich, Kaulquappen und sogar Eier und Larven der eigenen Art gefressen. Als Laichgewässer werden kleinere, zumindest zeitweilig besonnte Tümpel, Weiher und Gräben bevorzugt, die eine reiche Unterwasserverkrautung aufweisen. Die Molche bewegen sich dank ihres Ruderschwanzes unter Wasser flink wie Fische. Regelmäßig schwimmen sie zur Oberfläche, um stoßartig nach Luft zu schnappen. Bei Gefahr fliehen sie blitzschnell zum Gewässergrund oder zwischen Wasserpflanzen. Bis zum Juli haben die meisten Teichmolche das Gewässer verlassen, um an Land zu leben. Einige bleiben aber auch mehr oder weniger dauerhaft aquatil (vergleiche: Nördlicher Kammmolch). Im Oktober oder November (Mitteleuropa) ziehen sich die Tiere in frostsichere terrestrische Unterschlüpfe zurück; manche überwintern auch im Gewässer.

## Fortpflanzung und Individualentwicklung
In Mitteleuropa begeben sich Teichmolche sehr frühzeitig nach Ende des Frostes (im Tiefland oft schon ab Februar) auf Wanderschaft zu ihrem Laichgewässer. Die Hauptlaichzeit erstreckt sich dann von Ende März bis in den Mai, wenn die Wassertemperatur mindestens acht Grad Celsius beträgt. Im Wasser sind die Tiere sowohl tag- als auch nachtaktiv. Trifft ein Männchen im Gewässer auf ein Weibchen, beginnt es dieses zu beschnüffeln und präsentiert sich mit seiner Flanke, um ihre Aufmerksamkeit auf sich zu ziehen. Gelingt dies, fängt das Männchen an, seinen Ruderschwanz nach vorne zu knicken und in Vibrationen zu versetzen. Bei diesen teilweise peitschenartigen Wedelbewegungen werden dem Weibchen Sexualduftstoffe zugefächelt. Zwischendurch zeigt das Männchen sich wieder von seiner Breitseite, um seinen Rückenkamm und seine Färbung zu präsentieren. Geht das Weibchen auf das Werben ein, indem es auf den Partner zuschwimmt, kriecht das Männchen rückwärts und bewegt seinen Schwanz wellenartig. Berührt ihn das Weibchen mit der Schnauzenspitze, setzt er eine Spermatophore auf dem Grund ab. Nun bewegen sich beide weiter, bis das Weibchen mit seiner Kloake über dem Samenpaket angelangt ist. Daraufhin stoppt das Männchen, stellt sich quer und bugsiert das Weibchen mit seinem Schwanz etwas zurück. Dabei gelangt die Spermatophore in die Kloake des Weibchens.
Einige Tage später legt das Weibchen zwischen 100 und 300 einzelne, bräunliche Eier mit einem Durchmesser von 1,3 bis 1,8 Millimetern ab, die es an Wasserpflanzen oder Falllaub am Gewässergrund heftet. Dabei werden mit Hilfe der Hinterbeine Taschen in die Pflanzenblätter gefaltet und die Eier regelrecht eingewickelt. Die Embryonalentwicklung dauert nun je nach Wassertemperatur zwischen ein und drei Wochen. Die zunächst sechs bis zehn Millimeter kleinen und schwimmunfähigen Larven gehen nach kurzer Zeit in eine aktive Schwimmphase mit Flossensäumen am Ruderschwanz über. Dabei bleiben ihre äußeren Kiemenbüschel hinter dem Kopf sichtbar. Sie ernähren sich „räuberisch“ von Kleinstlebewesen, entwickeln zuerst dünne Vorderbeine und später die Hinterbeine, um nach etwa zwei bis drei Monaten bei einer Länge von drei bis vier Zentimetern die Metamorphose zum Landtier zu vollziehen. Nach zwei oder drei Jahren werden sie selbst geschlechtsreif.
Manche Tiere bleiben aber auch im Wasser und behalten Larvenmerkmale wie die Kiemenbüschel bis zu ihrem Erwachsenwerden und darüber hinaus. Dieses Phänomen der Neotenie (auch Pädomorphismus genannt) tritt bei allen Molcharten gelegentlich auf.

## Fressfeinde
Teichmolche und ihre Entwicklungsstadien werden von vielen anderen Tieren gefressen. Dazu gehören verschiedene Vogelarten (darunter Reiher und Störche, aber auch Hühnervögel), andere Amphibien wie beispielsweise die größeren Kammmolche, im Wasser auch Fische, Großlibellenlarven, Gelbrandkäfer und andere Wasserinsekten. Hinzu kommen Bedrohungen durch den Menschen (siehe unten), so dass sie in freier Natur nur eine geringe Lebenserwartung von wenigen Jahren haben. In Gefangenschaft sind Teichmolche aber schon 28 Jahre alt geworden.

## Teichmolche im Gartenteich
Teichmolche besiedeln häufig binnen weniger Jahre neu angelegte Gartenteiche. Teichmolche, wie auch die anderen einheimischen Molcharten, bevorzugen fischfreie Gewässer als Fortpflanzungshabitat und meiden Fischteiche. Große Fische, z. B. Karpfenfische wie Goldfisch und Koi, aber auch Flussbarsche, können Molche erbeuten (siehe Abschnitt Fressfeinde), aber auch kleinere Fische (z. B. Stichlinge) stellen Nahrungskonkurrenten der Molche dar und können den Molchlarven nachstellen. Weiterhin ist das Vorhandensein reicher Bestände submerser Wasserpflanzen (wie z. B. von Hornblatt, Wasserstern, Tausendblatt, Laichkräutern oder Wasserpest), die die Unterwasserlandschaft des Teiches strukturieren, für Versteckplätze sorgen sowie der Eiablage dienen (siehe Abschnitt Fortpflanzung und Individualentwicklung), von großer Bedeutung. Große (S. 129) nennt fünf Merkmale, die für die Eignung eines Gewässers als Teichmolchhabitat von besonderer Bedeutung sind.  Ein wichtiger Standortfaktor ist die besonnte Lage des Gewässers.
Auch der Landlebensraum der Molche, der meist in der direkten Umgebung der Teiche (10–50 Meter) liegt und sich maximal nur über wenige hundert Meter erstreckt, sollte stark strukturiert sein. Hier sind vor allem zahlreiche feuchte Versteckplätze wichtig, aber auch frostsichere Verstecke zur Überwinterung. Naturnahe Gärten mit Hecken, Staudenpflanzen, Wiesenabschnitten, lückenreichen Natursteinmauern, offenen oder halboffenen Laub- oder Komposthaufen stellen günstige Landlebensräume dar. Große hebt insbesondere die Bedeutung von Totholz (Baumstubben mit loser Rinde, Haufen von Gestrüpp und Reisig, Bretter) und anderen lose auf der Erde liegenden Gegenständen hervor.

### Durch den Menschen bedingte Gefahren für Molche im Teich, Garten und am Haus
Ebenerdige Becken (Lösch- und Schwimmbecken) mit senkrechten Wandungen, aber auch Teiche ohne flachufrige Abschnitte werden für Molche und andere Amphibien zu Todesfallen, da sie diese Gewässer nicht mehr verlassen können. Weitere Todesfallen stellen Lichtschächte vor Kellerfenstern, außenliegende Kellerabgänge und Gullydeckel dar (siehe Amphibienschutz). Steilwandige Wasserbecken sollten mit Ausstiegshilfen versehen werden. Lichtschächte können durch Abdeckung mit sehr feinmaschigem Drahtgewebe (für diesen Zweck im Baufachhandel erhältlich) gesichert werden, ohne dass eine nennenswerte Abdunkelung der Kellerräume eintritt, und Kellerabgänge sollten regelmäßig auf gefangene Tiere überprüft werden. Dies ist insbesondere während der Laichzüge der Amphibien (in wärmeren Gegenden ab Mitte/Ende Februar) und in den Sommermonaten, wenn die Jungtiere in die Landlebensräume abwandern, vonnöten. Die in diesen baulichen Einrichtungen gefangenen Tiere verenden häufig binnen weniger Tage infolge Austrocknung. Die Einbringung von Versteckplätzen kann hier kurzzeitig Linderung verschaffen, ersetzt aber nicht die regelmäßige Kontrolle.

## Systematik

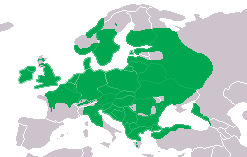
Verbreitung des Teichmolches (hier noch mit Randarealen von inzwischen in den Artrang erhobenen früheren Unterarten; vgl. Lissotriton lantzi u. a.)

Bis zu einer weiteren Auftrennung der Gattung Triturus wurde der Teichmolch ebenfalls in dieser bis zu 15 Arten umfassenden Gattung geführt. Der traditionelle Name Triturus vulgaris wird jedoch immer noch manchmal verwendet.
Innerhalb des Gesamtverbreitungsgebietes wurden mehrere Unterarten beschrieben. Da sich diese Unterarten sowohl äußerlich, besonders bei der Wassertracht der Männchen, als auch genetisch stark voneinander unterschieden, wurden sie schließlich in den Artrang erhoben:
- Die Unterart L. vulgaris graecus (südwestlicher Balkan; unter anderem Griechenland) wurde zu Lissotriton graecus (Griechischer Teichmolch).
- Die Unterart L. vulgaris kosswigi (Anatolien) wurde zu Lissotriton kosswigi (Kosswig-Teichmolch).
- Die Unterart L. vulgaris lantzi (Kaukasus) wurde zu Lissotriton lantzi (Kaukasus-Teichmolch).
- Die Unterart L. vulgaris schmidtleri (westliche Türkei) wurde zu Lissotriton schmidtleri (Ägäischer Teichmolch).
- Die Nominatform L. vulgaris vulgaris (weite Teile Europas, im Süden bis zum nördlichen Balkan) blieb als Lissotriton vulgaris (Teichmolch im engeren Sinn) erhalten.

Die Unterarten Lissotriton vulgaris ampelensis (Siebenbürgen in Rumänien) und Lissotriton vulgaris meridionalis (Tessin in der Schweiz, Nord- und Mittelitalien, Slowenien, Kroatien) haben sich noch nicht so weit von der Nominatform wegentwickelt, dass sie als eigene Art berücksichtigt werden könnten.

## Gefährdung und Schutz

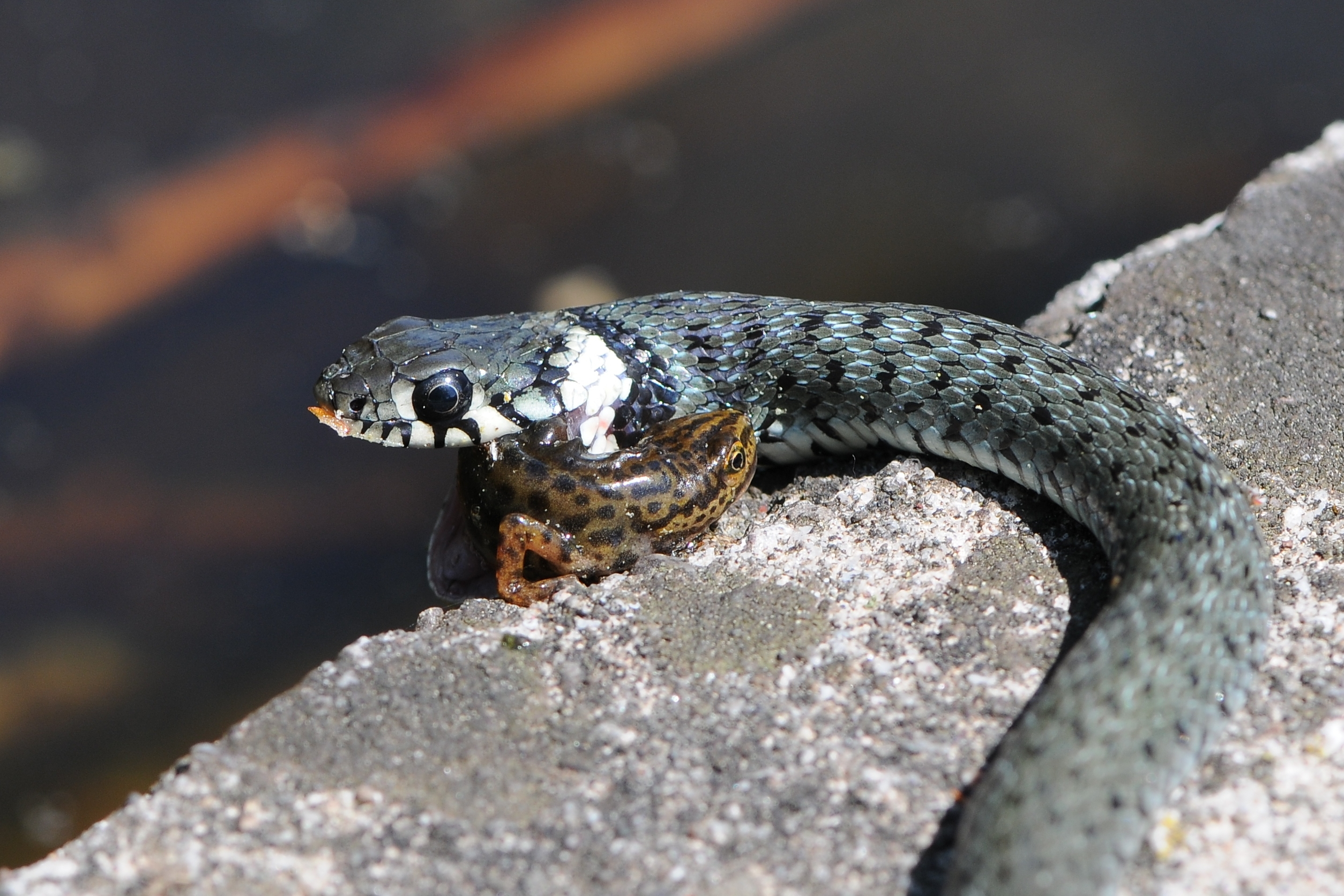
Eine Ringelnatter als Fressfeind des Teichmolchs

Trotz der insgesamt noch guten Bestandssituation des Teichmolches kommt es zu lokalen Verlusten durch Gewässerzerstörung oder -verschmutzung, durch künstlichen Fischbesatz in Kleingewässern, durch Rodung von Hecken und Feldgehölzen, durch Straßenverkehr (vor allem während der Wanderungen zwischen den Teillebensräumen), durch Baumaßnahmen und beispielsweise durch Kellerfenster-Lichtschächte und Straßengullys, die als Fallen wirken, aus denen die Amphibien nicht wieder herausfinden.
Gesetzlicher Schutzstatus (Auswahl)
- Bundesnaturschutzgesetz (BNatSchG): besonders geschützt

Nationale Rote Liste-Einstufungen (Auswahl)
- Rote Liste Bundesrepublik Deutschland: nicht gefährdet
- Rote Liste Österreichs: NT (Gefährdung droht)
- Rote Liste der Schweiz: EN (entspricht: stark gefährdet)

Die hohe Gefährdungseinstufung in der Schweiz ist wohl im Zusammenhang mit der durch die Alpen bedingten phylogeografischen Arealrandlage zu sehen.